# Onthophagus taurus
Bousier taureau
Espèce
Synonymes
- Scarabaeus capra Fabricius, 1787[1]

Onthophagus taurus, communément appelé Bousier taureau, est une espèce de coléoptères bousiers de la famille des scarabées.

## Description

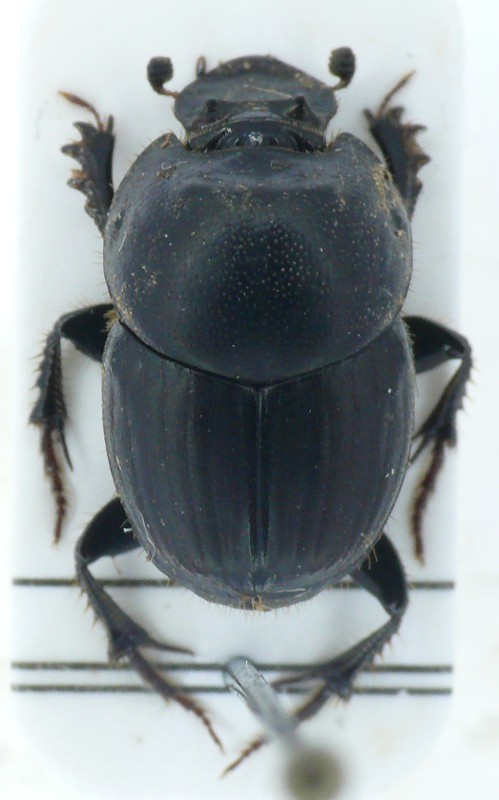

Le Bousier taureau est un coléoptère de forme ovale, mesurant entre 5,5 et 11 mm. Il est habituellement de couleur noire ou brun rouge. Les mâles sont dotés de longues protubérances recourbées ressemblant à des cornes et situées le plus souvent sur la tête, parfois sur le thorax. Il existe toutefois des mâles dépourvus de cornes. La présence de cornes chez le mâle dépend de la qualité de la nourriture reçue par la larve. Il a la possibilité de tracter 1141 fois son poids, ce qui est un record dans le monde animal.

## Écologie
Au moment de la reproduction les femelles creusent des tunnels sous des plaquettes de fumier. 
Les mâles cornus et non cornus adoptent des stratégies reproductrices différentes. Les mâles dotés de cornes gardent les tunnels où se trouvent les femelles et combattent tout rival qui tenterait d'y entrer. Les combats ont toujours lieu à l'intérieur des tunnels. Les deux adversaires pressent leur tête et leur thorax l'un contre l'autre jusqu'à ce que le plus fort repousse le vaincu hors du tunnel. Le vainqueur s'accouple ensuite avec les femelles. Plus les cornes sont longues plus le mâle est puissant. Les mâles dépourvus de cornes ou dotés de cornes réduites possèdent donc une force physique moindre, en revanche leurs testicules sont plus gros. Au lieu de combattre les mâles dominants ils se glissent discrètement dans les tunnels où se trouvent les femelles. Ils ne peuvent s'accoupler qu'une fois avec une même femelle mais leurs testicules étant de plus grande taille leur sperme a plus de chance de l'emporter sur celui du mâle dominant.
Avant l'accouplement, le mâle tambourine avec pattes antérieures sur le dessus et sur les côtés des élytres de la femelle. Il ne s'arrête que jusqu'à ce que la femelle se mette en position d'accouplement et que la copulation puisse commencer.
Les femelles, aidées par les mâles à cornes, forment ensuite des boules de fumier qu'elles poussent au fond de leurs tunnels. Elles creusent dans chaque boule une petite chambre dans laquelle elles pondent un unique œuf. La larve se développe ensuite en se nourrissant de fumier.

## Distribution
Cette espèce est présente dans toute la zone paléarctique, de l'Europe à la Chine. Le Bousier taureau a été introduit en Amérique du Nord, en Australie et en Nouvelle-Zélande. Ces coléoptères sont utilisés par de nombreuses fermes d'élevage à travers le monde. En enterrant le fumier pour élever leurs jeunes ils fertilisent le sol, limitent la proliférations des mouches et des bactéries et réduisent le besoin d'engrais.